# Brandon Thomas (Schauspieler)

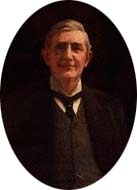
Brandon Thomas

Walter Brandon Thomas (* 24. Dezember 1848 in Liverpool, Großbritannien; † 19. Juni 1914 in London) war gelernter Schiffszimmermann, Schauspieler, Autor und Drehbuchautor.

## Leben
Brandon Thomas stammte aus ärmlichen Verhältnissen und arbeitete schon in früher Jugend als Werftarbeiter. Zunächst wurde er Schiffszimmermann und begann Schiffbau und Maschinenbau zu studieren. Er ging aber dann gegen den Willen seines Vaters nach London, um Schauspieler zu werden.
Ab 1870 arbeitete er als Darsteller, Verfasser von einem guten Dutzend Theaterstücken und Autor von Revuen. 1879 schloss er sich der Londoner Hare/Dale Company an. Sein einziges populäres Stück ist die 1892 erschienene Travestiekomödie Charleys Tante. Sie wird noch heute aufgeführt und machte ihn schon damals reich und unabhängig.